# Karl Aletter
Karl Theophil Christian Aletter (født 8. juli 1906 i Mannheim, død 29. marts 1991) var en tysk roer, der deltog i to olympiske lege i mellemkrigstiden.

## Rokarriere
Aletter vandt flere tyske mesterskaber i henholdsvis otter og firer uden styrmand i perioden 1928-1933. Han deltog første gang i OL i 1928 i Amsterdam, hvor han deltog i otteren, der blev slået ud i kvartfinalen.
Han var med igen ved OL 1932 i Los Angeles, hvor han stillede op i to discipliner. I otteren klarede den tyske båd sig ikke til finalen, men det gik bedre i firer uden styrmand. Sammen med Walter Flinsch, Ernst Gaber og Hans Maier blev han ganske vist sidst i sit indledende heat, men tyskerne vandt derpå opsamlingsheatet og var deme i finalen. Her blev tyskerne besejret af den britiske båd, der vandt guld, mens Italien fik bronze.

## Videre karriere
Aletter var uddannet læge og havde en speciallægepraksis i Kaiserslautern det meste af sit liv.
Han fortsatte sin tilknytning til rosporten efter sin aktive karriere og var næstformand i det tyske roforbund i en årrække. I 1970 blev han æresmedlem af forbundet.

## OL-medaljer
- 1932:  Sølv i firer uden styrmand